# Fabrizio Romano
Fabrizio Romano (Nápoly, 1993. február 21. –) olasz sportújságíró, akinek szakértelme leginkább a labdarúgás világában történő átigazolásokra terjed ki. 19 éves kora óta a Sky Sports Italy munkatársa, közösségi médián nagy követőtábora van, Twitteren több, mint 12 millió követővel rendelkezik. A világ egyik legmegbízhatóbb nemzetközi átigazolásszakértője.

## Élete
Fabrizio Romano 1993. február 21-én született, Nápolyban. 18 évesen kezdődött meg újságírói karrierje, mikor egy olasz játékosügynök belső információt adott neki a Barcelona átigazolásaival kapcsolatban. Azóta, hogy 19 évesen csatlakozott a Sky Sports Italy csapatához, felépített kapcsolatot több csapattal és ügynökökkel, Európa-szerte. Romano ezek mellett dolgozott a The Guardian-nek is. Közösségi média oldalai nagy sikernek örvendenek, Twitteren 4 millió, míg Instagramon 3.6 millió követője van. Ezek mellett Twitch és YouTube csatornája is van, ahol az átigazolási időszakokban naponta tart élő közvetítéseket.
Romano ismert "here we go" szlogenjéről, amelyet akkor használ, ha biztosan tudja, hogy egy átigazolás meg fog történni, vagy a csapatok megegyeztek egymással a transzferben. A 90min szerint a világ egyik legmegbízhatóbb szakértője, a Bleacher Report pedig "szupersztár riporter"-nek nevezte. Romano írt a CBS Sportsnak és a SOS Fanta alapítója, amelyet 2014-ben hozott létre.

## Magánélete
Romano az angol Watford csapat rajongója.
Milánóban lakik.